# Vườn quốc gia Sila
Vườn quốc gia Sila là một vườn quốc gia ở Ý, được lập năm 1997 có diện tích khoảng 74.000 ha với các khu vực hoang dã ở Calabria. Ở đây có thể nhìn thấy phong cảnh của Pollino, Aspromonte, Etna, và biển Ionia, Tyrrhenia. Tại vườn quốc gia có nhiều làng du lịch và khu vực thôn quê. Botte Donato (1.928 mét) là đỉnh cao nhất của vườn quốc gia nằm ở Sila Grande. Một đỉnh núi đáng chú ý khác là Gariglione (1.764 mét) ở Sila Piccola.